# Уинстън Грум
Уинстън Грум (на английски: Winston Groom) е американски писател, автор на произведения в жанра съвременен роман с историческа военна документалистика.

## Биография и творчество
Уинстън Франсис Грум-младши е роден на 23 март 1943 г. във Вашингтон, САЩ, в семейството на адвоката Уинстън Франсис и Рут Грум. Израства в Мобайл, Алабама. Учи в американското военно училище. Завършва през 1965 г. Университета на Алабама с бакалавърска степен по изкуства и английска филология. Първоначално желае да стане адвокат като баща си, но в колежа, докато е литературен редактор, избира да бъде писател.
В периода 1965 – 1967 г. служи в Армията на САЩ, като участва във войната във Виетнам към Четвърта пехотна дивизия, достигайки чин капитан.
След уволнението си от армията в периода 1967 – 1976 г. става репортер, а след това журналист във вестник „Вашингтон Стар“ по събитията във федералната съдебна система.
През 1976 г. напуска работата си и се посвещава на писателската си кариера.
Първият му роман „Better Times Than These“ (По-добри времена от тези) е публикуван през 1978 г. и е посветен на войната във Виетнам.
Успехът му идва с романа „As Summers Die“ (Когато лятото умре) от 1980 г. Главният герой Уили Крофт е скромен адвокат в Луизиана, но когато в имота на старата черна дама Елвира Бакъс е открит петрол и семейството на белия земевладелец, таен баща на двете ѝ деца, който ѝ го е дарил, иска да ѝ го вземе, той приема това като делото на живота си. Получава награда на южноамериканската библиотечна асоциация. През 1986 г. романът е екранизиран в едноименния телевизионен филм с участието на Скот Глен, Джейми Лий Къртис и Бет Дейвис.
Романът му „Conversations with the Enemy“ (Разговори с врага) от 1983 г. представя историята на американски военнопленник, който успява да избяга със самолет в САЩ, но там след 14 години е арестуван за дезертьорство. Книгата е номинирана за наградата „Пулицър“.
През 1986 г. е издаден най-известният му роман „Форест Гъмп“. Той става бестселър. През 1994 г. е екранизиран в едноименния филм с участието на Том Ханкс, Робин Райт и Гари Синийс. Филмът се превръща в културен феномен и печели шест награди „Оскар“.
От 1999 г. твори документални книги предимно свързани с американската военна история.
През 2000 г. участва като актьор във филма „Моето куче Скип“. В продължение на няколко години ръководи популярния литературен фестивал в планинския курорт Хамптън в Северна Каролина.
През 2011 г. е удостоен с наградата „Харпър Лий“ за писател на годината в Алабама.
През 1969 г. се жени за Рут Нобъл. Имат дъщеря – Каролина. Развеждат се през 1974 г. През 1987 г. се жени за Ан-Клинтън Бриджис.
Живее със семейството си в Пойнт Клиър, Алабама, и Лонг Айлънд, Ню Йорк.
Уинстън Грум умира на 17 септември 2020 г. във Ферхоуп, Алабама.

## Произведения

### Самостоятелни романи
- Better Times Than These (1978)
- As Summers Die (1980)
- Conversations with the Enemy (1983) – с Дънкан Спенсър
- Only (1984)
- Gone the Sun (1988)
- Such a Pretty, Pretty Girl (1999)
- El Paso (2016)

### Серия „Форест Гъмп“ (Forrest Gump)
1. Forrest Gump (1986)
Форест Гъмп, изд.: „РАТА“, София (2005), прев. Весела Прошкова
2. Gump and Co. (1995)
Гъмп и син, изд.: ИК „Бард“, София (1996), прев. Весела Прошкова

- GUMPisms (1994)
Гъмповизми, изд.: ИК „Бард“, София (1996), прев. Весела Прошкова (В „Гъмп и син“)
- The Bubba Gump Shrimp Co. Cookbook (1994)

### Документалистика
- Shrouds of Glory (1995)
- The Crimson Tide (2000)
- A Storm in Flanders (2002)
- 1942 (2005)
- Patriotic Fire (2006)
- Vicksburg 1863 (2009)
- Don't Quit Your Day Job (2010) – с Хауърд Бахр, Рик Браг, Джон Гришам, Янис Оуенс, Даниел Уолъс, Брад Уотсън и Стив Ярбру
- Kearny's March (2011)
- Ronald Reagan Our 40th President (2012)
- Shiloh 1862 (2012)
- The Aviators (2013)
- The Generals (2015)
- The Allies (2018)
- The Patriots (2020)

### Екранизации
- 1986 As Summers Die – ТВ филм
- 1994 Форест Гъмп, Forrest Gump
- 2011 Lee & Grant – документален